# Kent (Connecticut)
Kent es una localidad de Connecticut ubicada en el Condado de Litchfield, al lado de la frontera de Nueva York. Según el censo del año 2020, la población fue de 3019 habitantes. El municipio es la sede de tres internados de Nueva Inglaterra y de los centros educativos, South Kent, Kent y Marvelwood School. La reserva india Schaghticoke está localizada dentro de los límites de la ciudad, por la que, asimismo, pasa el famoso Sendero de los Apalaches.

## Geografía
Kent está localizada en Litchfield. Según la Oficina del Censo de Estados Unidos, la ciudad tiene un área total de 49,6 mi² (128,4 km²) del cual, 48,5 mi² (125,5 km²) es terreno y 1,1 mi² (2,9 km²) es agua con porcentaje del 2,26%. Bulls Bridge, uno de los dos puentes cubiertos abiertos a la circulación, está situada en la localidad, la cual aparece biseccionada por el río Housatonic. En la parte oeste se encuentra el Macedonia Brook State Park, la reserva india Schaghticoke al igual que el sendero de los Apalaches

### Comunidades principales
- Bulls Bridge
- Flanders
- Kent center
- Kent Furnace
- Macedonia
- North Kent
- South Kent (Dispone de su propio código postal)
- Reserva india Schaghticoke

## Demografía
Según el censo del 2000, en la localidad residen 2.858 habitantes con una densidad de población de 59 hab/mi (22,8 km²), en donde los vecindarios ocupan una densidad de 30,2 mi² (11,7 km²).
En la población se encuentran 1,143 hogares. La media del tamaño de cada hogar individual es de 2,43 y la familiar de 2,99.
La mediana de edad es de 43 años. Por cada 100 mujeres, 93 son hombres. Por cada 100 mujeres de 18 o más años, 90,6 son hombres.
La mediana por ingresos familiares en la localidad fue de 53.906 dólares y por familia de 66.065 dólares. La población masculina tiene una media de ingresos de 46.343 frente a los 31.493 dólares de la población femenina. La renta per cápita de la ciudad fue de 38.674 distribuyéndose de la siguiente manera. 0,1% de las familias y el 3,2% de la población vive bajo el umbral de la pobreza.

## Ciudadanos ilustres
- William H. Armstrong, autor de "Sounder".
- Ted Danson, actor y estudiante en Kent School.
- Oscar De la Renta, diseñador.
- Peter Gallagher, actor.
- Steve Katz, miembro fundador del grupo Blood, Sweat & Tears.
- Adam Kennedy (1922–1997), actor, autor, pintor, (fallecido en Kent).
- Henry Kissinger, antiguo Secretario de Estado de Estados Unidos.
- Patti LuPone, cantante y actriz
- Seth MacFarlane (b. 1973), productor, director y actor.
- Rachael MacFarlane actriz
- Edmund Morris, escritor ganador de un premio Pulitzer
- Lynn Redgrave, actriz
- Trudie Lamb-Richmond, antigua representante de la tribu Schaghticoke, presentadora, activista nativoamericana, autora, educadoraauthor
- Joe Bouchard, miembro fundador del grupo Blue Öyster Cult
- James Burnham, teorista político.
- George P. Wilbur, actor, doble de riesgo.